# 谷一郎
谷 一郎（たに いちろう、1963年 - ）は、日本のCMディレクター。

## 人物
東京造形大学絵画科卒業。CMディレクターズファイル（コマーシャルフォト付録。ディレクターを五十音順に収録）では、名前が一字違いのCMディレクター・谷田一郎と私信を行うのが毎年の恒例行事となっている。

## CM
- ツーカー （2001年～ 出演 浜崎あゆみ）
- 松下電器産業 MJ55「新・AYUの空間 編」（2002年 出演 浜崎あゆみ）
- 日本マクドナルド トマトマックグラン 「McGrand style男性」篇 「McGrand style女性」篇 （2004年）
- 松下電器産業 D-snap AS30「薄AYU」篇 （2004年 出演 浜崎あゆみ）
- 新生銀行 32色のキャッシュカード 「空・ひまわり」篇 （2005年）
- 小学館 Precious 「小雪 THE beauty」篇 （2005年 出演 小雪）
- ソニー walkman&net juke 「サプライズ」篇 （2006年）
- ダイハツ工業 coo 「ヘアーカット」篇 （2006年 出演 篠原涼子）
- P&G ヴィダルサスーン 「minor」篇 （2006年）
- コナミ ワールドサッカーウイニングイレブン10 「ぼくらの合い言葉」篇 （2006年）
- ソニー サイバーショットT-200 「スマイルシャッター」篇 （2007年）
- サッポロビール 琥珀エビス 「ティザー＆オーケストラ」篇 （2007年）
- パイオニア カロッツェリア 「smartloop」篇 （2008年）
- NEC N906i & N906iμ 「二つの世界」篇 （2008年）
- キャドバリー・ジャパン キシリクリスタル 「3人重ね」篇 （2008年 出演 ウエンツ瑛士）
- ポーラ (企業) 企業 「憧れ」篇 （2008年 出演 坂東玉三郎 小林麻央）
- 京都きもの友禅 ブランド 「運命の一着」篇 （2009年）

## PV
- MO'SOME TONEBENDER 「未来は今」（2001年）